# 火星矿物
火星矿物（mineralogy of Mars）是指火星表面岩石和土壤中所包含的化学成分，各种轨道飞行器已使用光谱学方法来识别一些矿物的特征。行星着陆器对岩石中的土壤进行了具体的化学分析，以进一步鉴定和确认是否存在其他的矿物。在地球上唯一的火星岩石样本是陨石。元素、大气成分以及行星环境条件对了解这些基础部分可以形成哪些矿物至关重要。

## 矿物成分
火星地表地质介于地球上的玄武岩或安山岩之间,这导致了与地球上所发现矿物相似的种类。氧化铁（iron oxide）的存在使火星表面呈现出与这颗红色星球相关的“铁锈”色，而高浓度高氯酸盐则形成了可产生液态水的高盐渍土。火星岩石化学蚀变为碳酸盐和页硅酸盐矿物发生在火星上尚存在大量液体水的历史早期。轨道器上的仪器和着陆器不仅发现了新的矿物，而且在某些情况下还证实了被其他人检测到的矿物的存在。
页硅酸盐
- 高岭石 (Al
2Si
2O
5(OH)
4)
- 蒙脱石((Na,Ca)
0.33(Al,Mg)
2(Si
4O
10)(OH)
2 ·  nH
2O)
- 云母 (X
2Y
4–6Z
8O
20(OH,F)
4)
- 蛇纹石 ((Mg,Fe)
3Si
2O
5(OH)
4)

长英质矿物
- 石英 (SiO
2)
- 长石 (KAlSi
3O
8 – NaAlSi
3O
8 – CaAl
2Si
2O
8)
- 陨玻长石（Maskelynite）

盐类
- 石膏 (CaSO
4 · 2H2O)
- 高氯酸盐 (ClO4−)

碳酸盐 (富钙)
- 六水碳钙石(CaCO
3 · 6H2O)
- 霰石 (CaCO
3)
- 铁白云石(Ca(Fe,Mg,Mn)(CO
3)
2)

硫酸盐 (富钙/镁)
- 黄钾铁矾(KFe(III)

3(OH)
6(SO
4)
2)
- 其他待定

镁铁质矿物
- 橄榄石 (Mg,Fe)
2SiO
4)
- 辉石 (XY(Si,Al)
2O
6)
- 普通辉石 ((Ca,Na)(Mg,Fe,Al)(Si,Al)
2O
6)
- 易变辉石 ((Ca,Mg,Fe)(Mg,Fe)Si
2O
6)
- 单斜辉石

氧化铁
- 赤铁矿 (Fe
2O
3)
- 磁铁矿 (Fe
3O
4)
- 钛铁矿 (FeTiO
3)

## 轨道器
发送到火星的轨道飞行器主要通过光谱学提供地表地质数据，这些数据用于测定地表可能存在的矿物，以及通过着陆器缩小这些矿物范围所需配备的仪器类型。 
火星全球探勘者号
1996年发射，它使用火星轨道器相机、火星轨道器激光高度计和热辐射光谱仪来显示表面分层、表面存在的冰和赤铁矿矿物。 火星表面冰的存在对理解火星上为什么存在某些含水矿物至关重要。
火星奥德赛
2001年发射，尽管它携带了多部仪器，但只设计用热辐射成像系统来观察矿物，这使得它能够检测到石英、橄榄石和赤铁矿的存在。
火星快车
2003年发射，所搭载的“可见光和红外矿物测绘光谱仪”（欧米茄）观测到了蒙脱石和局部页硅酸盐矿物。
火星勘测轨道飞行器
2005年发射，该轨道飞行器携带了多种仪器，发现了矿物主要由橄榄石、云母、辉石等铁镁质矿物及高岭石等蒙脱石粘土组成。它的高分辨率成像科学设备用于确定凤凰号着陆器的着陆点；背景相机和火星专用小型侦察影像频谱仪，能找到页硅酸盐矿物、碳酸盐矿物和氧化物；而浅地层雷达则用于探测碳酸盐尘埃层。

## 登陆器
迄今为止，人类在火星表面进行探索实验的唯一方式是向火星表面发射探测器。成功的任务能展开探测活动，直接观察火星土壤和岩石的组成。它们是验证对矿物观察结果的关键，尽管目前它们仅限于地表最上层的区域。
火星探路者号
火星探测漫游者任务
2003年发射，它包含两辆独立的漫游车勇气号火星车和机遇号火星车。
勇气号
它携带的其中一种仪器穆斯堡尔光谱仪（MIMOS II），设计用于观察火星上的含铁矿物。它负责测定许多存在的特定氧化铁，这些氧化铁使该行星呈现红色。
机遇号
使用小型热辐射光谱仪（Mini-TES）可检测到一些富含钙和镁硫酸盐矿物的存在，它还发现了长石、黄钾铁矾、易变辉石、单斜辉石和陨玻长石，并探测到了轨道飞行器和其他探测器发现的矿物。
凤凰号着陆器
最著名的是在极地登陆，它携带了湿化学实验室（WCL）-“传导性分析仪”（显微镜电化学与传导性分析仪）套件的一部分，负责识别高氯酸盐和各种阳离子，如镁、钠、钙和钾。它与“热释气分析仪”（TEGA）一道，显示了碳酸钙以及微量甲烷的存在，但由于热与溢出气体分析仪的设计限制，凤凰号无法确定机遇号检测到的硫基矿物。

## 另请查看
- 火星碳酸盐
- 火星上的含氯沉积物
- 火星成分
- 火星地理
- 火星岩石列表
- 火星土壤
- 火星矿石资源